# Cultura de Irlanda del Norte
La cultura de Irlanda del Norte está relacionado con las tradiciones de Irlanda del Norte.  En esta se pueden encontrar elementos culturales de Úlster y de la cultura del Reino Unido.

## Patrimonio
Desde 1998, el museo de Úlster, el museo de Armagh, Ulster Folk and Transport Museum y el Ulster American Folk Park, han sido administrado por la National Museums and Galleries of Northern Ireland.
El Linen Hall Library, la biblioteca más antigua en Belfast, ha soportado muchos cambios desde su fundación en 1788, pero ha mantenido su misión de proporcionar acceso a literatura y estudios a la población.

## Alimentario y bebida

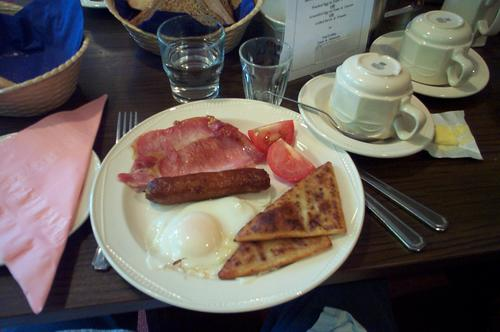
Un Ulster fry, servido en Belfast, Irlanda del Norte.

La gastronomía tiene como elemento principal la papa o patata que se encuentra en mayoría de sus preparaciones.
El plato tradicional más popular en Irlanda del Norte es el Ulster fry, que es el desayuno típico que la provincia histórica del Úlster.
Otras comidas populares son la sopa de mejillones o 'mussel soup', 'irish stew' (estofado de carne de cordero), pescado con papas fritas y el 'Bangers and mash' (salchichas y patatas con crema).
Mientras la bebida es común al igual que el resto de la isla de Irlanda, la cerveza negra stout.

## Lenguas

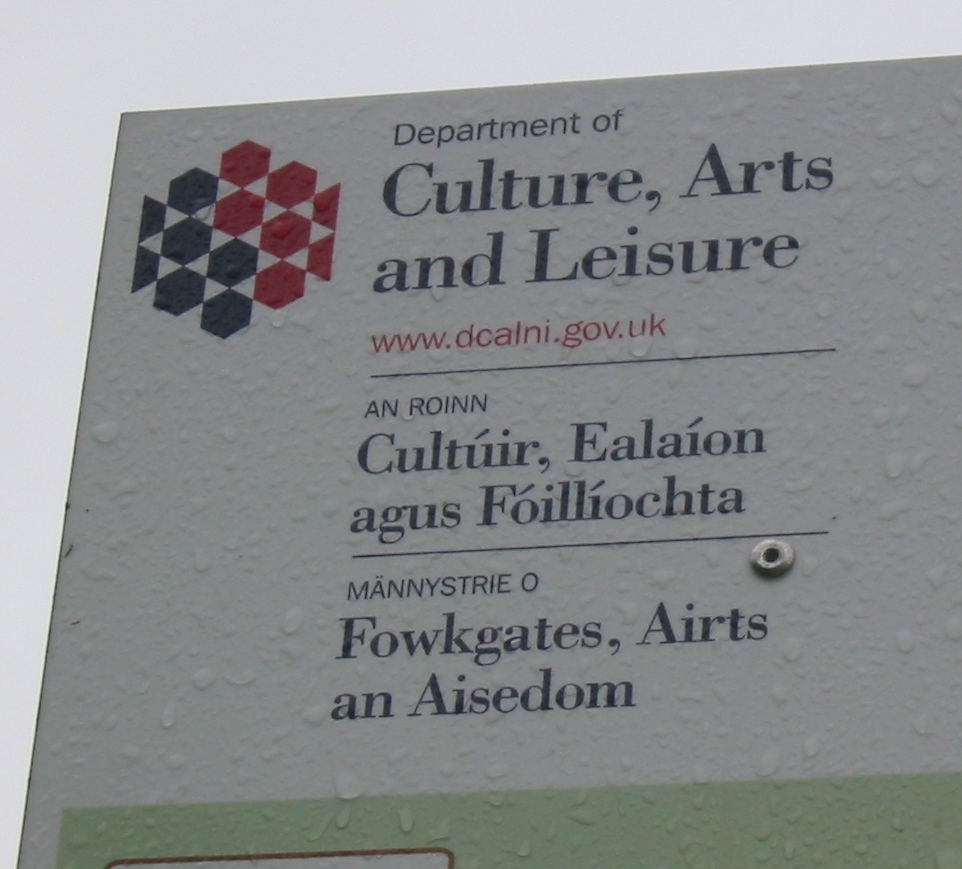
La identidad de marca del Departamento de Cultura, Artes y Recreación de Irlanda del Norte cuando mostrado en esta señal está mostrada en inglés, irlandés y escocés del Úlster.

El inglés es la lengua más hablada en Irlanda del Norte. hay también dos lenguas regionales reconocidas en Irlanda del Norte: idioma irlandés y la variedad local del scots o escocés conocido como escocés del Úlster (Ulster scots), La lengua de señas de la Irlanda del Norte y lengua de señas irlandesa han sido reconocidas desde entonces 29 de marzo de 2004. También se utiliza la lengua de señas británica.
En el censo de 2001, el chino era la lengua minoritaria era más ampliamente hablada en Irlanda del Norte, el idioma shelta (lengua de los Nómadas irlandeses), el árabe y el portugués también hablados por un número significativo de personas. Desde el censo, aun así, una afluencia reciente de las personas de estados de Unión Europea probablemente puede tener significativamente incrementado el número de hablantes de lenguas de estos países.

## Artes

### Literatura

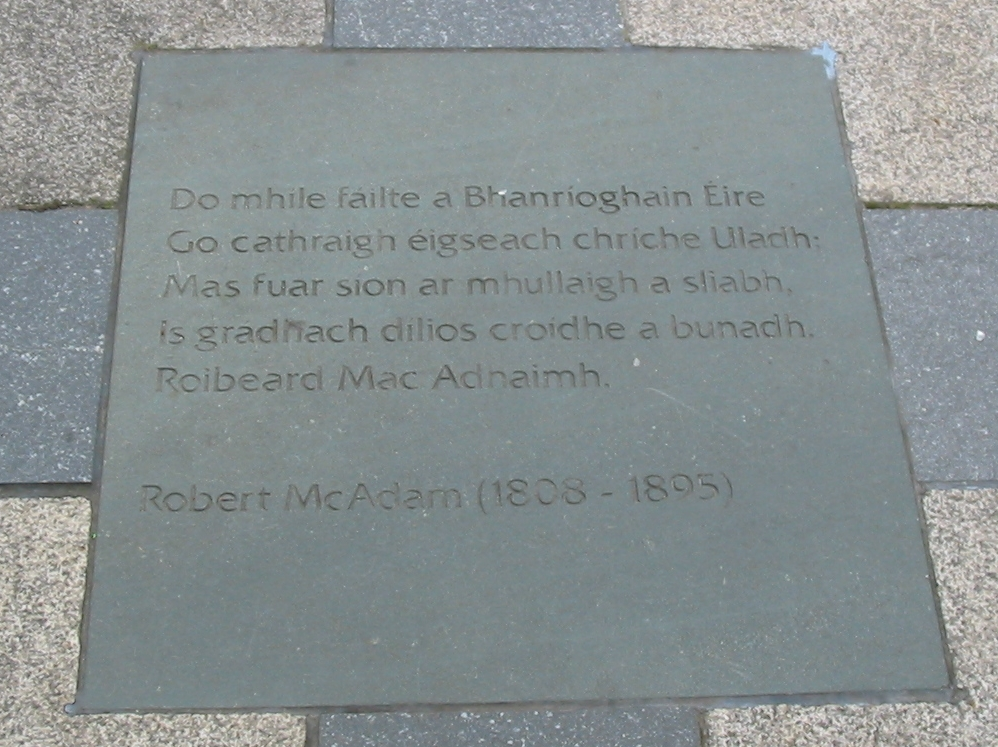
Poesía de Robert McAdam (1808–1895) en un adoquín, Plaza de los escritores, Belfast

A pesar de su pequeña geografía, Irlanda del Norte ha sido prolífico en producir escritores renombrados internacionalmente de una variedad ancha de disciplinas. La literatura de lengua irlandesa era la literatura predominante en el periodo de previo a la colonización. El ciclo del Úlster es relevante a la historia de literatura en el territorio que hoy es Irlanda del Norte. La literatura en escocés del Úlster, primero siguió modelos de Escocia, con los rhyming weavers (tejedores de la rima), como James Orr, desarrollando una tradición autóctona de literatura vernácula. Escritores en los condados que ahora forman Irlanda del Norte participaron en el resurgimiento del gaélico.

### Artes visuales
Los artistas visuales notables de Irlanda del Norte incluyen:
- Los artistas de Bogside
- Basil Blackshaw, nacido en Glengormley, Pintor
- Max Clendinning, arquitecto y diseñador de interiores posmodernista.
- Willie Doherty,  fotógrafo y video artista dos veces nominado para el Premio Turner.
- Garth Ennis, nacido en Holywood, condado de Down, es creador de la serie Predicador de la editora de cómics Vértigo.
- Terry George, nacido en el condado de Down, director de Ruanda de Hotel
- John Bondad, pintor y escultor
- Sir John Lavery, nacido en Belfast, era un representante del grupo conocido como los Impresionistas irlandeses.
- Neil Shawcross, pintor
- Paul Seawright, Fotógrafo y profesor de la Universidad de Úlster
- Victor Sloan, Fotógrafo
- Sir Hans Sloane, Nacido en Killyleagh, condado de Down, en 1660, su colección famosa estuvo abierta al público como el Museo británico en 1759
- John Butler Yeats, Pintor

### Artes escénicas

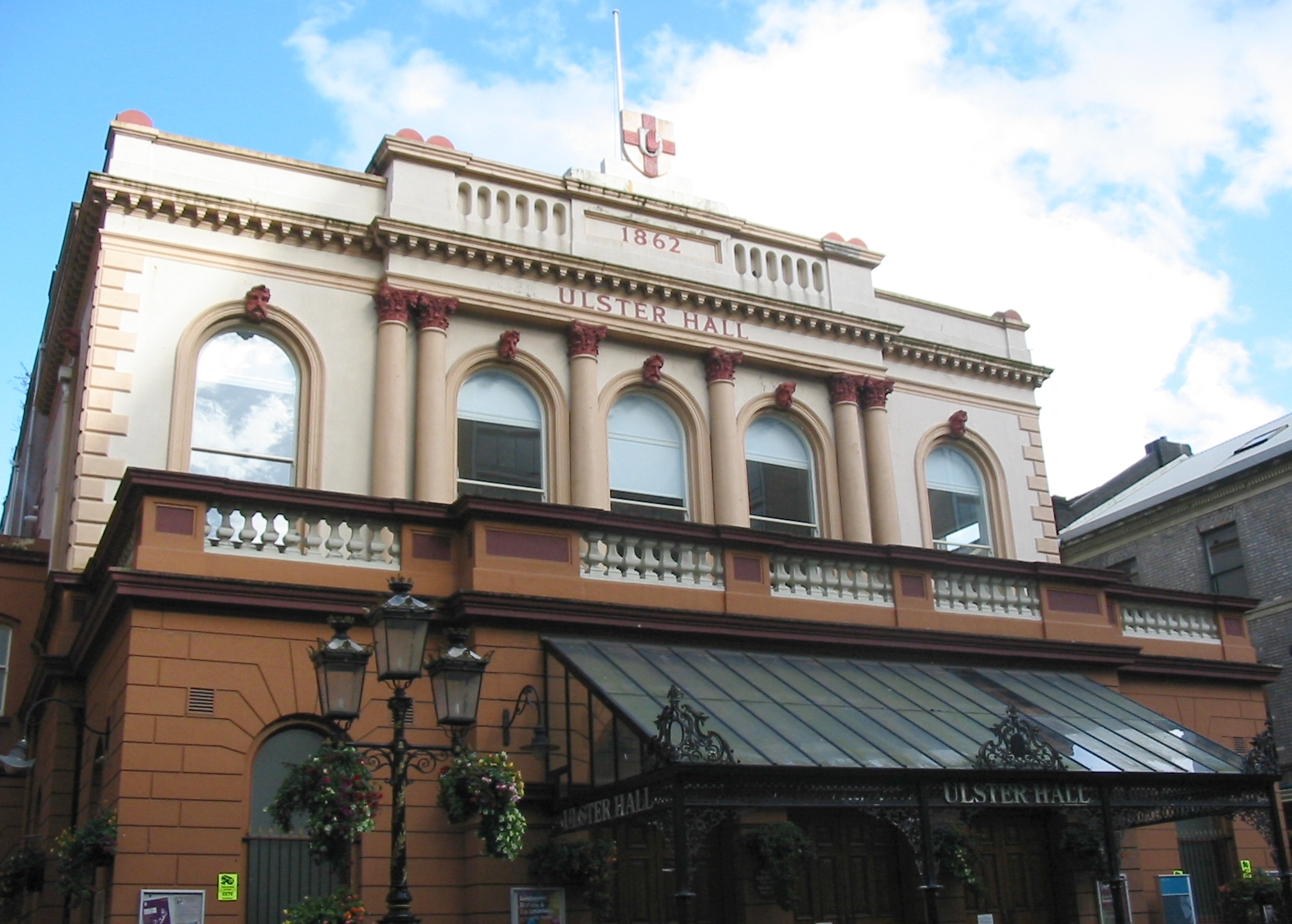
Sala Úlster, un local para conciertos y rendimiento.

Notable actores de Irlanda del Norte se incluyen:
- Stephen Boyd
- Kenneth Branagh
- Jamie Dornan
- Brian Friel
- Ciarán Hinds
- Mickey Marley
- Siobhán Mckenna
- Colin Morgan
- Liam Neeson
- Sam Neill
- James Nesbitt
- Stephen Rea
- Ray Stevenson
- Richard Dormer

### Películas y televisión
Northern Ireland Screen, una agencia de gobierno financiada por Invest NI y el Fondo de Desarrollo Regional europeo, proporciona soporte financiero para películas y producciones televisivas en Irlanda del Norte. Entre los trabajos han apoyado es la serie televisiva de HBO Juego de Tronos, el cual está filmado principalmente en Belfast's Paint Hall studios y la ubicación de las locaciones se ubican en otros lugares en Irlanda del Norte.
En Belfast se realiza el Belfast Film Festival and the CineMagic film festival, así como varias salas de cine independiente como Queen's Film Theatre y el Cine Strand.

### Música
Entre los músicos notable de Irlanda del Norte se pueden mencionar:
- Ash
- Agnelli & Nelson
- Brian Kennedy
- Vivian Campbell (guitarrista para Def Leppard)
- Derek Bell
- D Resma
- Duke Special
- Candida Doyle
- The Freshmen
- Gary Moore
- Sir James Galway
- General Fiasco
- Tony McAuley
- Neil Hannon
- Phil Kieran
- Ruby Murray
- Snow Patrol
- Stiff Little Fingers
- Two Door Cinema Club
- The Undertones
- Therapy?
- Ulster Orchestra
- Hamilton Harty
- Michael Alcorn
- The Answer
- Van Morrison y Them
- David McWilliams
- Foy Vance
- VerseChorusVerse
- In Case of Fire

## Simbolismo y tradiciones

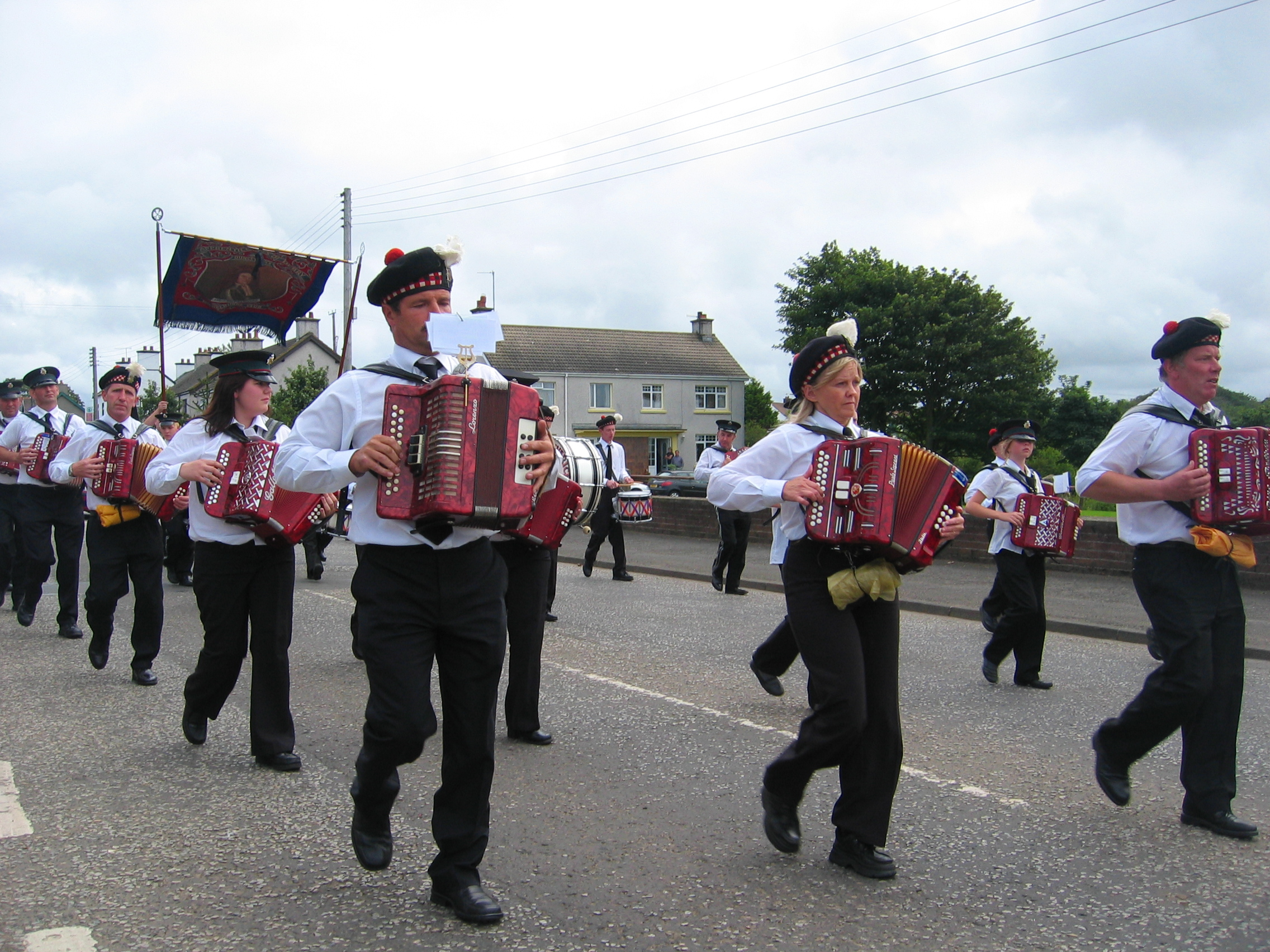
Banda de los aprendices marchando en Bushmills.

Unionistas utilizan la Union Jack y a veces el Estandarte del Úlster, mientras los nacionalistas normalmente utilizan la Bandera de Irlanda, o a veces la Bandera de Úlster. Ambos lados también ocasionalmente utilizan las banderas de organizaciones seculares y religiosas a las que pertenecen. Algunos grupos, incluyendo la Unión de Rugby Fútbol de Irlanda y la Iglesia de Irlanda utiliza la Bandera de San Patricio como símbolo de Irlanda cuál carece de connotaciones nacionalistas o unionistas.
La flor de lino, representando la industria de lino, ha sido utilizado como símbolo neutral como en la Asamblea de Irlanda del Norte.
El día de San Patricio está celebrado por ambos nacionalistas y unionistas, mientras que la celebración conocida como "The Twelfth" o "Orangemen's Day", es celebrado solo por unionistas, celebración del aniversario de la Batalla del Boyne está aguantado cada Duodécimo de julio y dibujar multitudes enormes. Los  Aprendices de Derry también organizan eventos conmemorativos. El bombín el sombrero es un símbolo de Orden de Orange.